# Diplotaxis muralis
Diplotaxis muralis es una especie de planta fanerógama perteneciente a la familia Brassicaceae. 

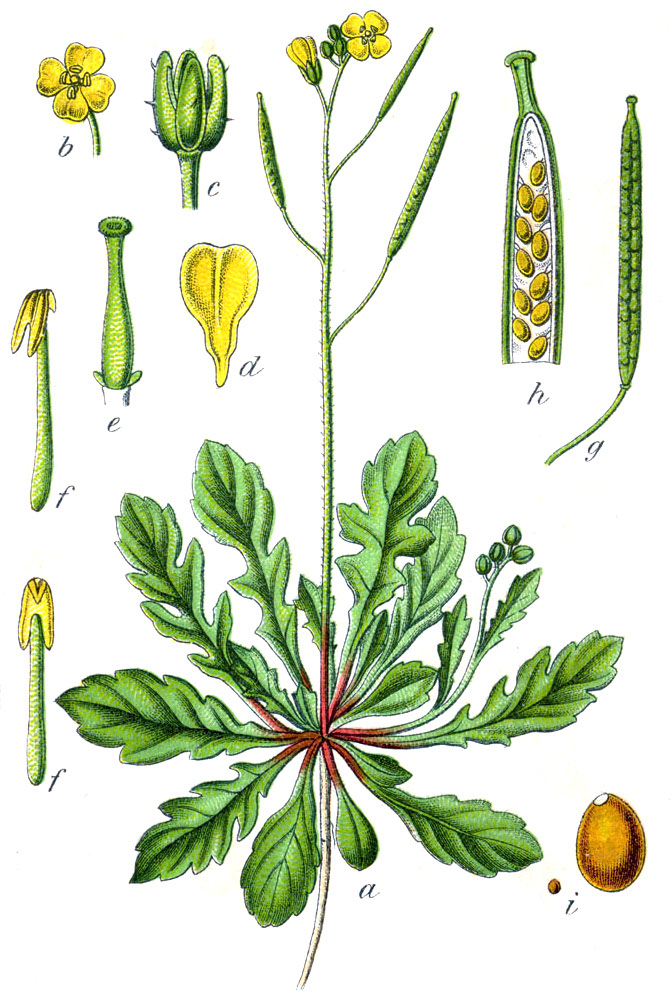
Ilustración

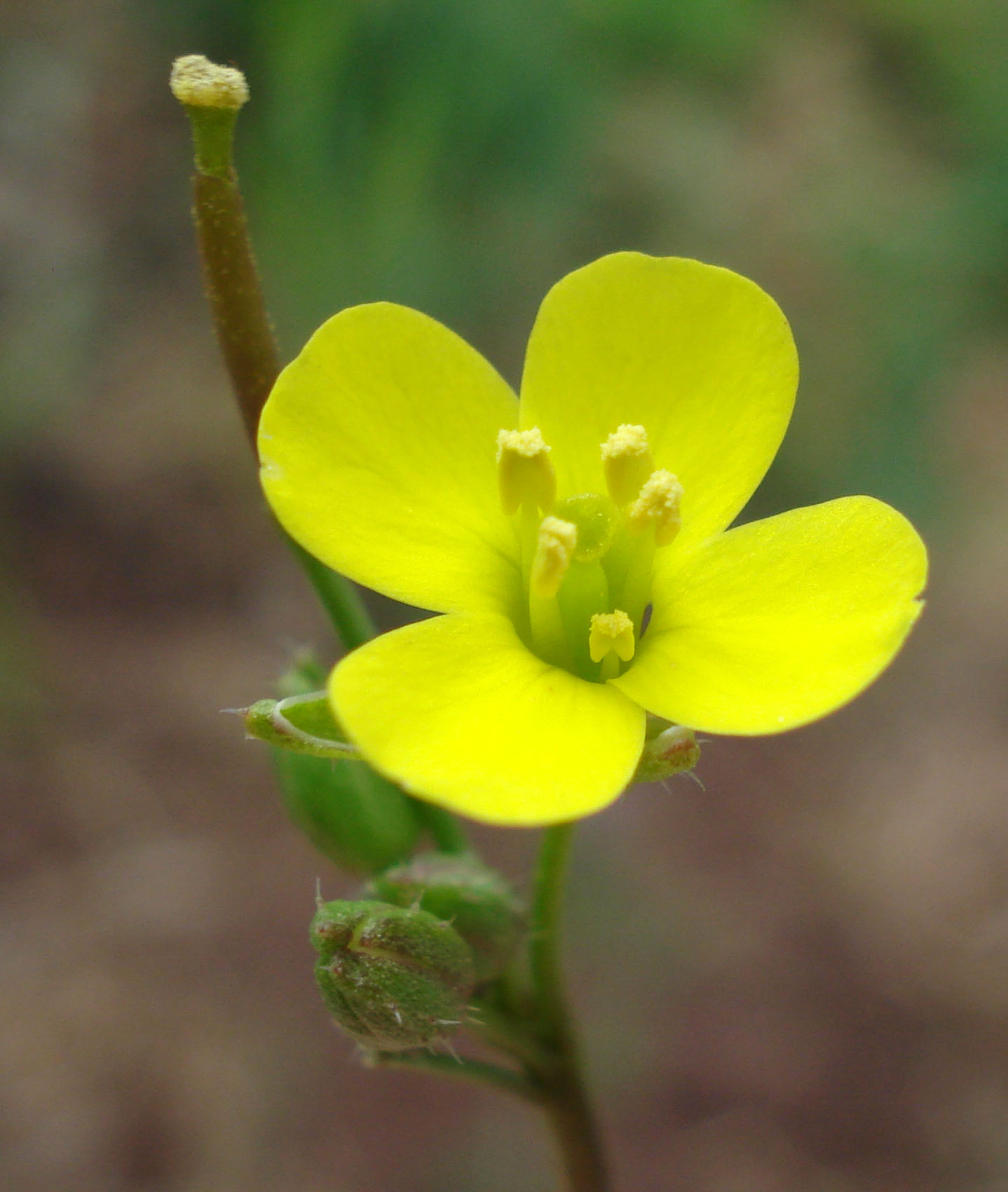
Flor

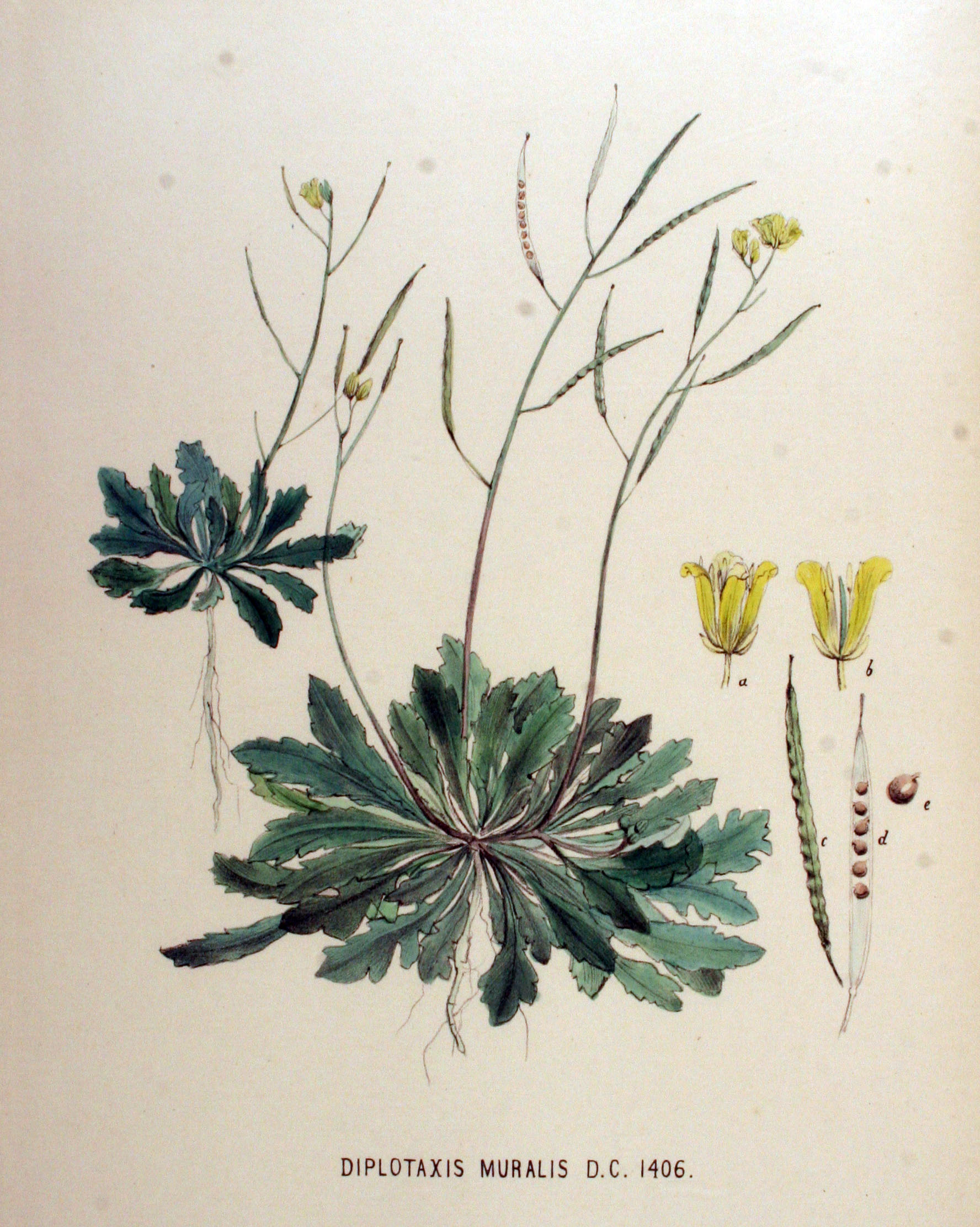
Ilustración de Flora Batava

## Distribución geográfica
Es una planta nativa de Europa, Asia, y África, pero se encuentra en todas las regiones templadas del mundo, donde se ha naturalizado.

## Descripción
Es una planta erecta que raramente alcanza 50 cm de altura. Tiene las hojas lobuladas y las cimas de sus tallos se encuentran cubiertas de densas inflorescencias de color amarillo y ocasionalmente de color púrpura desvaído. Las flores tienen pequeños pétalos ovales y grandes estambres. El fruto es una silicua de dos a cuatro centímetros de largo.

## Taxonomía
Diplotaxis muralis, fue descrita  por (L.) DC. y publicado en Regni Vegetabilis Systema Naturale 2: 634. 1821.
Etimología
Diplotaxis: nombre genérico que deriva del  griego Diplotaxis = doble orden, refiriéndose a las semillas  que se disponen en dos hileras en el fruto.
muralis: epíteto
Variedades aceptadas
- Diplotaxis muralis subsp. ceratophylla (Batt.) Mart.-Laborde
- Diplotaxis muralis subsp. simplex (Viv.) Jafri

Sinonimia
- Brassica decumbens Bubani
- Diplotaxis littoralis Sennen
- Diplotaxis mandonis Sennen
- Diplotaxis vallesensis Sennen
- Sisymbrium murale L.[2]
- Arabis canadensis Mill.
- Brassica brevipes Syme
- Brassica muralis (L.) Boiss.
- Brassica scaposa Janka
- Crucifera diplotaxis E.H.L.Krause
- Diplotaxis erucastrum Hegetschw.
- Diplotaxis polonica Zapał.
- Diplotaxis scaposa DC.
- Diplotaxis virgata subsp. platystylis (Pomel) Maire & Weiller
- Eruca decumbens Moench
- Eruca muralis (L.) Besser
- Sinapis muralis (L.) R.Br.
- Sisymbrium minus Lam.
- Sisymbrium murale L.[3]

## Nombre común
- Géniva, jaramago, jaramagos, mostaza.[2]